# Helena Wiewiórska
Helena Wiewiórska (n. 2 septembrie 1888, Zgierz, voievodatul Łódź, Polonia – d. 17 mai 1967, Varșovia, Polonia) a fost prima femeie avocată din Polonia. În 1925, Helena Wiewiórska a fost prima femeie care a fost înscrisă pe lista Baroului polonez, desfășurând astfel o activitate independentă în domeniul dreptului civil. În timpul ocupației, ea a ajutat persoanele aflate în pericol, oferindu-le ospitalitate în locuința lor, iar în iulie 1940 a fost arestată de Gestapo, dar fiind persoană cu difterie, a fost eliberată din arest.